# Schokland
Schokland (phát âm tiếng Hà Lan: [ˈsxɔklɑnt]) trước đây là một hòn đảo trong vịnh nông Zuiderzee, Hà Lan, ngày nay thuộc đô thị lấn biển Noordoostpolder. Schokland là một dải đất than bùn thuôn dài của một hòn đảo cho đến khi Nordoostpolder được lấn biển từ năm 1942. Ngày nay nó chỉ còn là một phần hơi cao của đất lấn biển và một phần tường chắn của bờ sông Middelbuurt vẫn còn nguyên vẹn. Vào ngày 1 tháng 4 năm 2014, nó có 8 cư dân, nhưng theo Cơ quan Thống kê Hà Lan hiện chỉ còn 5 người sống trên đảo cũ.
Schokland là một khu định cư hấp dẫn thời Trung Cổ khi nó có diện tích lớn hơn nhiều, nhưng đến thế kỷ 19, nó đã bị đe dọa bởi những trận lũ lụt liên tục do mực nước biển dâng cao. Đến lúc ấy, những cư dân của Schokland đã lui về ba vùng đất cao là: Emmeloord, Molenbuurt, và Middelbuurt. Một trận lụt lớn vào năm 1825 đã phá hủy hàng loạt và năm 1859 thì chính phủ quyết định chấm dứt vĩnh viễn các khu định cư ở trên Schokland. Đô thị cũ của nó sáp nhập vào Kampen trên đất liền.
Ngày nay, Schokland là một địa điểm khảo cổ học nổi tiếng và là nơi lưu trữ bảo tàng Schokland. Đây cũng là di sản thế giới đầu tiên được UNESCO công nhận ở Hà Lan.

## Hình ảnh

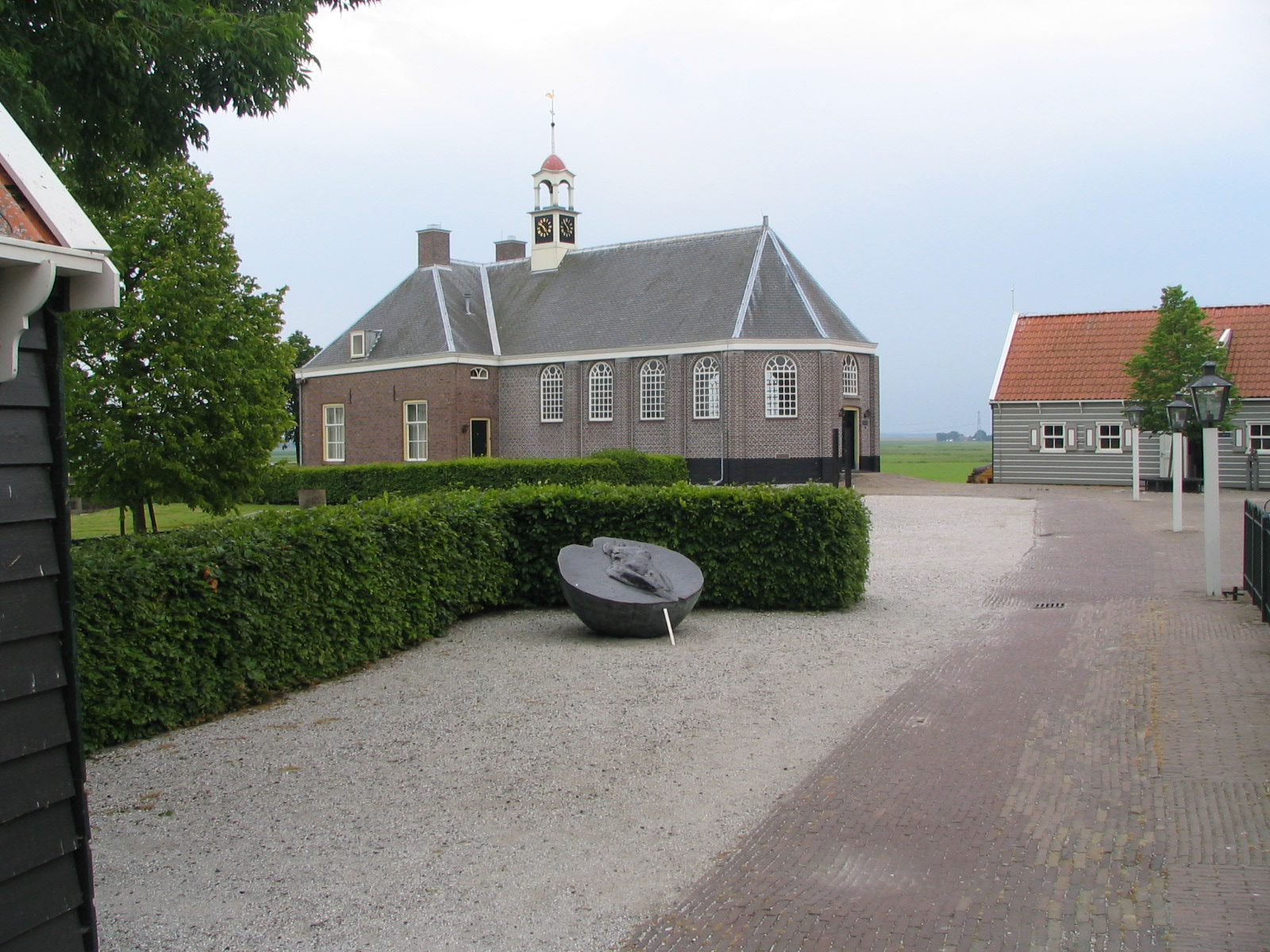
Nhà thờ
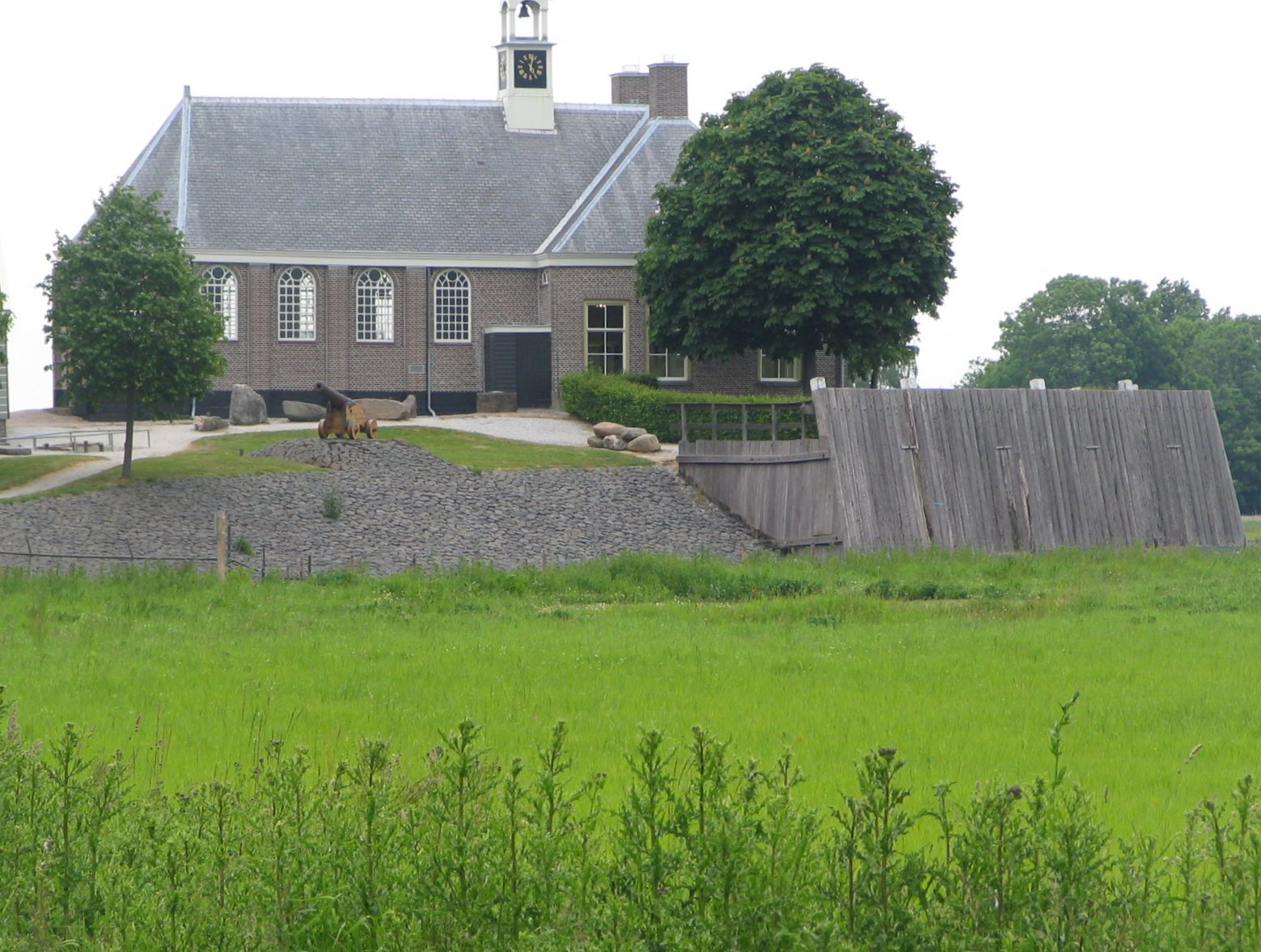
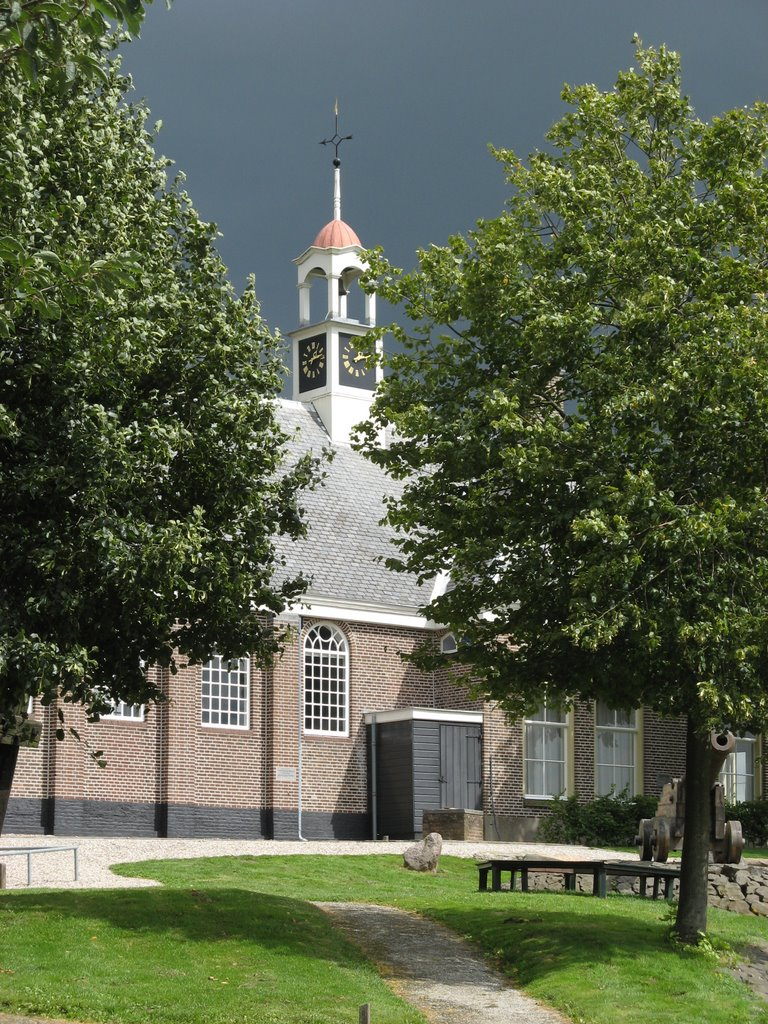
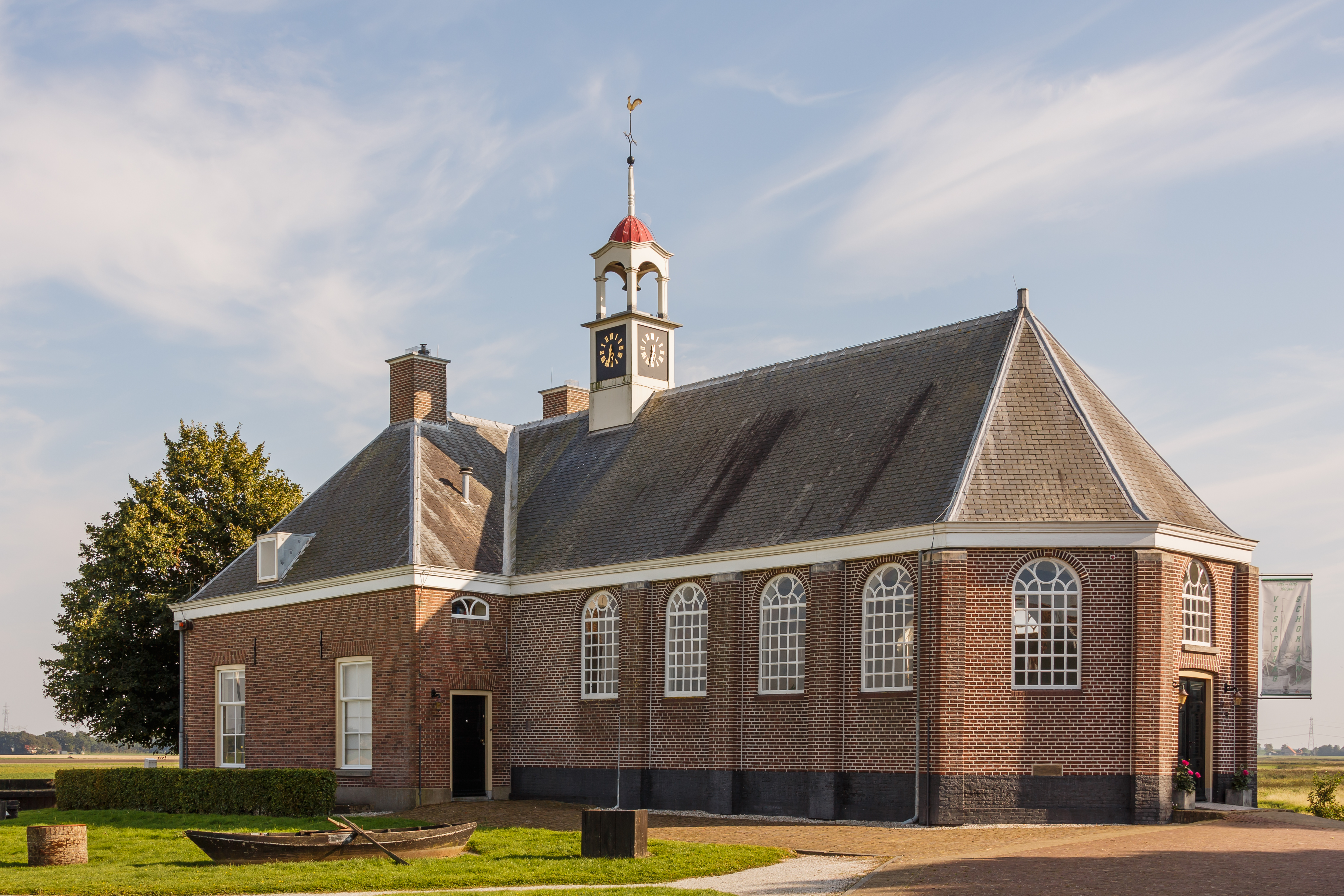
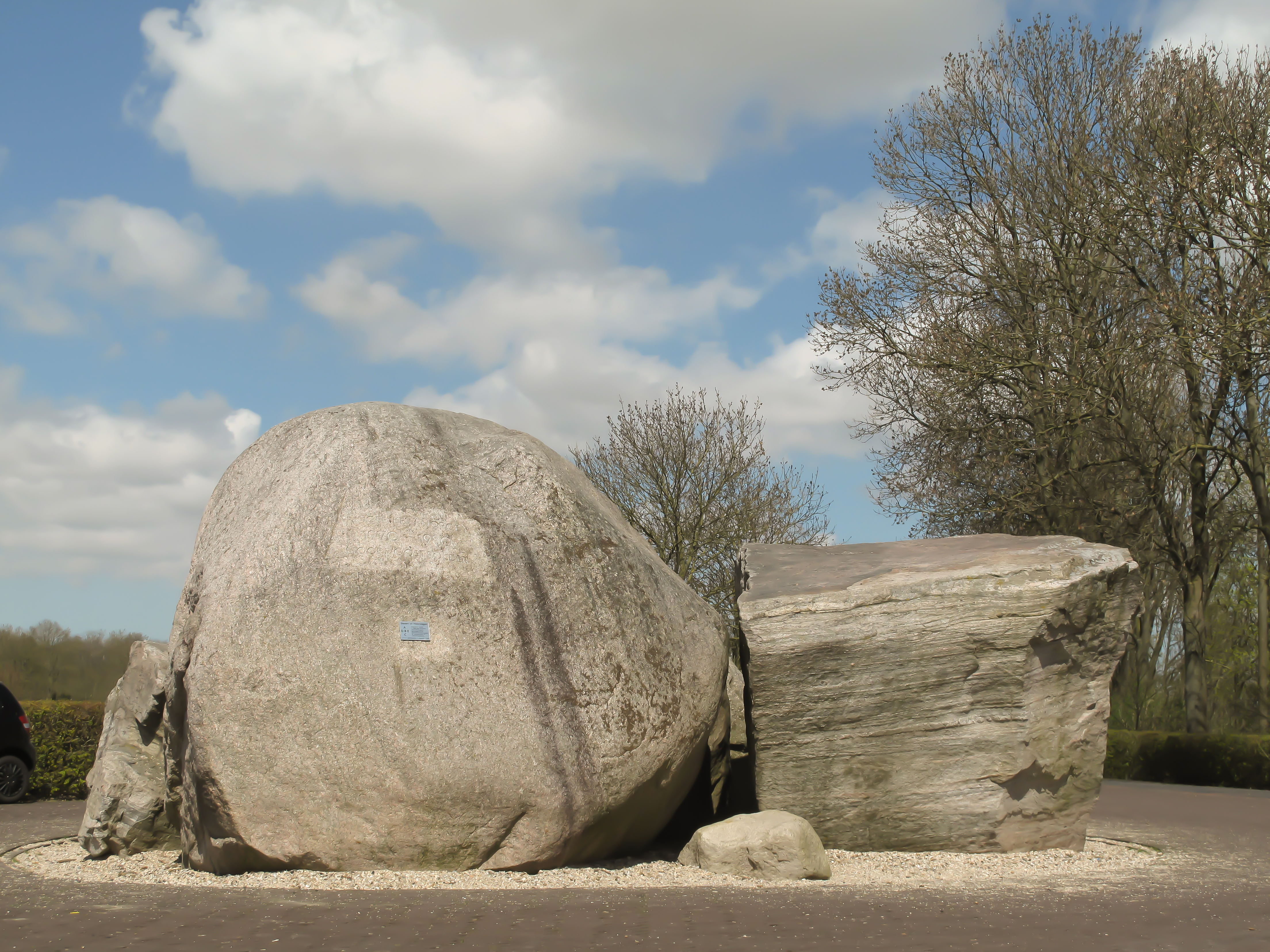
Nhãn trên đá trái cho thấy dòng chữ Hà Lan "Đá từ Na Uy".
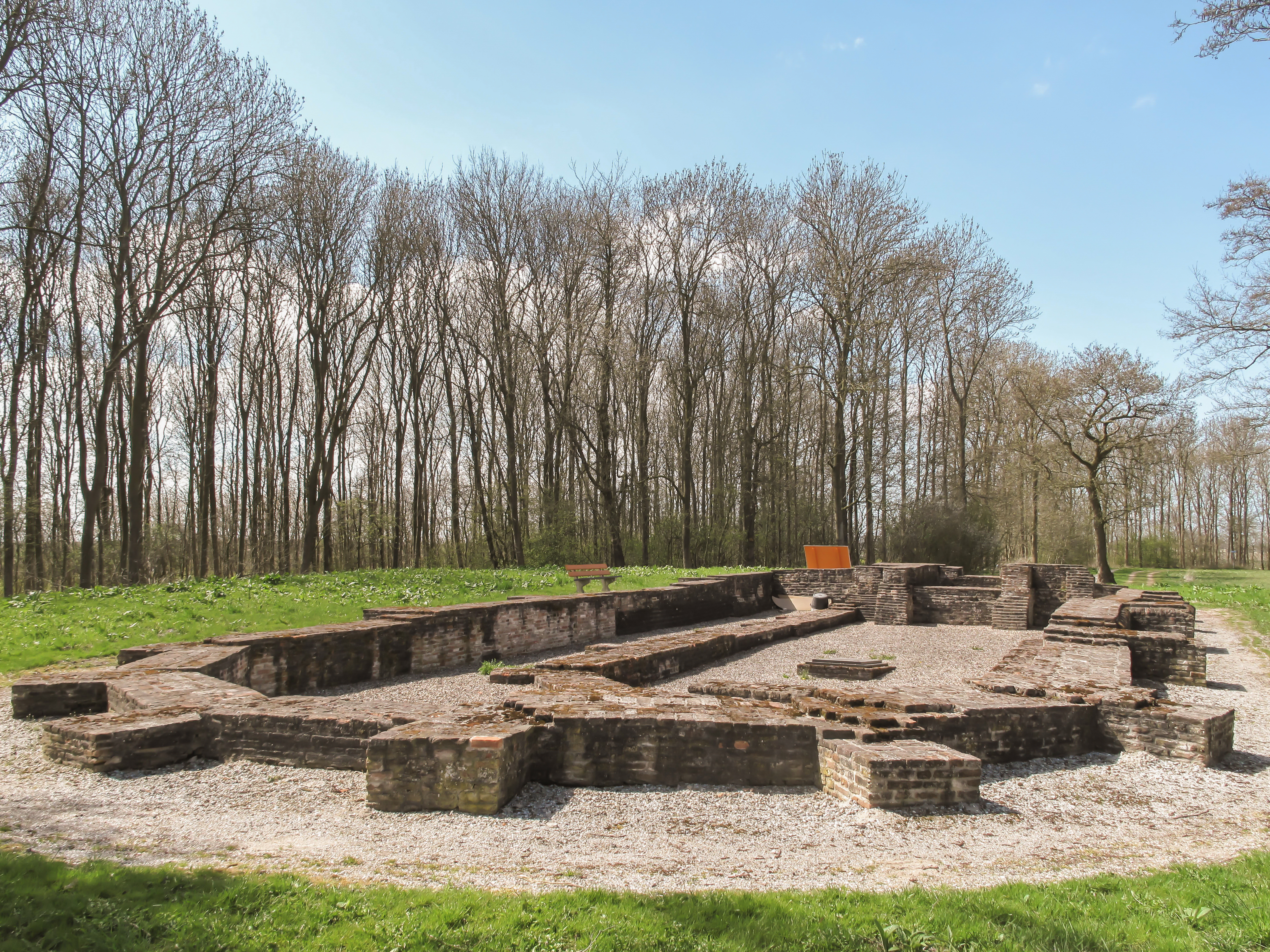
Tàn tích một nhà thờ
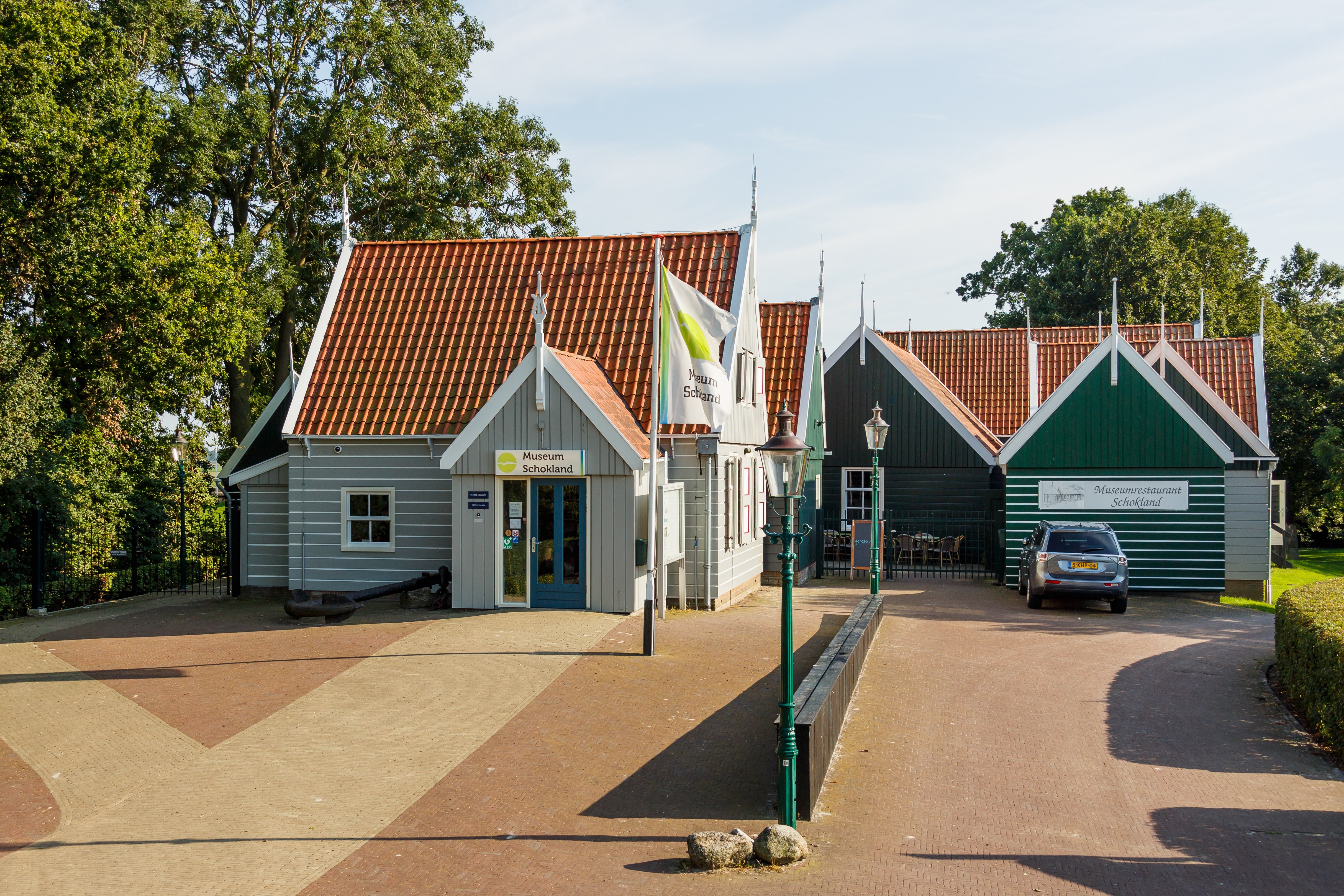
Bảo tàng Schokland